# Josef Mandík
Josef Mandík (4. prosince 1945 – 22. října 2016) byl český politik, v 90. letech 20. století a počátkem 21. století poslanec České národní rady a Poslanecké sněmovny za KSČM, dlouholetý předseda Českého svazu včelařů.

## Biografie
Po několik volebních období působil v parlamentu. Ve volbách v roce 1992 byl zvolen do České národní rady za koalici Levý blok, kterou tvořila KSČM a menší levicové skupiny (volební obvod Východočeský kraj). Zasedal v zemědělském výboru.
Od vzniku samostatné České republiky v lednu 1993 byla ČNR transformována na Poslaneckou sněmovnu Parlamentu České republiky. Roku 1994 přešel do samostatného poslaneckého klubu KSČM poté, co se koalice Levý blok rozpadla na několik levicových frakcí. Mandát ve sněmovně obhájil ve volbách v roce 1996, volbách v roce 1998 a volbách v roce 2002. Po celé období od roku 1992 do roku 2006 byl členem zemědělského výboru sněmovny.
Dlouhodobě byl aktivní i v komunální politice. V komunálních volbách roku 1994, komunálních volbách roku 1998, komunálních volbách roku 2002, komunálních volbách roku 2006 a komunálních volbách roku 2010 byl zvolen do zastupitelstva obce Nasavrky za KSČM. Profesně se uvádí jako poslanec, později jako pedagog a v roce 2010 coby důchodce.
V osobním životě se zabýval včelařstvím. V prosinci 1990 ho do svého čela zvolil Český svaz včelařů. V roce 2003 se ze zdravotních důvodů této funkce vzdal, ale znovu se předsedou Českého svazu včelařů stal roku 2010.
Na státní svátek 28. října 2016 mu prezident Miloš Zeman udělil in memoriam medaili Za zásluhy o stát v oblasti hospodářské. 